# اجان، بنین
اجان، بنین (به لاتین: Adjan, Benin) یک منطقهٔ مسکونی در بنین است که در استان آتلانتیک واقع شده‌است.

## خصوصیات
اجان ۵٬۶۰۶ نفر جمعیت دارد.